# Тюменський район
Тюме́нський район (рос. Тюменский район) — муніципальний район в складі Тюменської області, Росія.
Адміністративний центр — місто Тюмень, яке не входить до складу району і утворює окремий Тюменський міський округ.

## Географія
Територією району протікають річки Тура — 260 кілометрів та Пишма — 150 кілометрів.

## Історія
Тюменський район утворено 3 листопада 1923 року у складі Тюменського округу Уральської області з територій колишніх Бухарської, Кашегальської, Городової, Заводоуспенської, Троїцької, Тугулимської, Успенської, Фоминської, Червишевської, Яровської, частин Богандінської та Каменської волостей Тюменського повіту Тюменської губернії. До складу району увійшли 40 сільрад: Акіяровська, Аманадська, Антипинська, Балдінська, Богандінська, Головинська, Гусевська, Ємбаєвська, Заковська, Заводоуспенська, Зирянська, Каменська, Каскаринська, Княжевська, Комаровська, Мальковська, Мальцевська, Марайська, Меседовська, Міягінська, Новоюртовська, Онохінська, Островська, Ошкуковська, Переваловська, Пискулинська, Скородумська, Тарманська, Тугулимська, Успенська, Утішевська, Цепошниковська, Червишевська, Чикчинська, Юшковська та Ярівська.
17 червня 1925 року зі складу ліквідованого Покровського району передані Борківська та Созоновська сільради, зі складу Нижньотавдинського району передана Тюньовська сільрада, до складу новоутвореного Тугулимського району передано Заводоуспенську, Лучинкинську, Мальцевську, Меседовську, Островську, Ошкуковську, Пискулинську, Скородумську, Тугулимську, Цепошниковську та Юшковську сільради. 30 вересня Зирянська сільрада передана також до Тугулимського району. 30-31 грудня Зирянська сільрада повернута до Тюменського району, утворено Муллашівську сільраду. 21 січня 1926 року Головинська сільрада перейменована в Княжевську, Зайковська — в Букинську, Княжевська — в Луговську, Марайська — в Кийовську. 28 липня утворено Головинську та Другановську сільради. 15 вересня Тюньовська сільрада перейменована в Глибоківську. 10 червня 1931 року зі складу ліквідованого Липчинського району передано Бухтальську, Салаїрську, Спаську та Річкинську сільради.
20 червня 1933 року район був ліквідований, територія увійшла до складу Тюменської міськради, Аманадська та Кийовська сільрад передані до складу Ялуторовського району, зі складу Слободо-Туринського району передана Ахманська сільрада. 17 червня 1934 року Тюменська міськрада увійшла до складу Обсько-Іртиської області, 7 грудня — до складу Омської області. 25 січня 1935 року до складу новоутвореного Веліжанського району передано Ахманську, Бухтальську, Глибоківську, Міягінську, Спаську та Тарманську сільради. 20 лютого 1936 року Балдінська сільрада перейменована в Мічурінську. У 1936—1938 роках ліквідовано Річкинську сільраду. 4 серпня 1938 року район був відновлений у складі 31 сільради: Акіярівська, Антипинська, Богандінська, Борківська, Букинська, Головинська, Гусевська, Другановська, Ємбаєвська, Зирянська, Каменська, Каскаринська, Киштирлінська, Княжевська, Комаровська, Кулаковська, Кулігинська, Луговська, Мальковська, Мічурінська, Муллашівська, Новоюртовська, Онохінська, Переваловська, Салаїрська, Созоновська, Успенська, Утешевська, Червішевська, Чикчинська та Ярівська. 19 вересня 1939 року ліквідовані Головинська, Другановська, Киштирлінська та Кулігинська сільради, зі складу Ялуторовського району передано Аманадську сільраду.
14 серпня 1944 року район увійшов до складу новоутвореної Тюменської області. 22 грудня 1948 року утворено смт Вінзілі, 9 листопада 1949 року — смт Боровський. 17 червня 1954 року ліквідовано Акіяровську, Аманадську, Антипинську, Гусевську, Зирянську та Каскарінську сільради. 28 червня 1956 року ліквідовано Борківську, Муллашівську, Онохінську та Ярівську сільради. 23 липня 1959 року ліквідовано Мічурінську сільраду. 28 червня 1960 року ліквідовано Новоюртовську сільраду, 12 серпня — Луговську сільраду. 28 липня 1962 року до складу району увійшли Александровська, Бухтальська, Веліжанська, Глибоківська, Міягінська та Тарманська сільради ліквідованого Веліжанського району. 16 серпня ліквідовано Букинську сільраду, Утішевська сільрада перейменована в Рощинську. 1 лютого 1963 року утворено Тюменський сільський район, до складу якого увійшла територія ліквідованих Нижньотавдинського та Ярковського районів. 4 січня 1963 року смт Боровський та смт Вінзілі передані до складу Тюменської міськради. 1 лютого 1964 року Созновська сільрада перейменована в Борківську. 12 січня 1965 року сільський район був розукрупнений, до складу Ярковського району перейшли 16 сільрад.
6 січня 1967 року утворено Луговську сільраду, ліквідовано Каменську сільраду. 28 вересня утворено смт Богандінський, Богандінська сільрада перейменована в Пишмінську. 29 жовтня 1970 року утворено Каскаринську сільраду. 30 квітня 1971 року утворено Антипинську, Березняковську та Каменську сільради, ліквідовано Луговську сільраду. 28 лютого 1975 року утворено Новотарманську та Онохінську сільради. 19 листопада утворено Горьковську та Созоновську сільради. 20 серпня 1976 року Антипинська сільрада передана до складу Ленінського району міста Тюмень. 12 листопада 1979 року утворено Матмасовську сільраду та смт Меліораторів. 4 квітня 1984 року Матмасовська сільрада передана до складу Ленінського району, смт Меліораторів та Березняковська сільрада — до складу Центрального району, Рощинська сільрада — до складу Калінінського району міста Тюмень. 5 листопада утворено Муллашинську сільраду. 28 березня 1987 року утворено Нарімановську сільраду. 6 червня 1990 року утворено Андрієвську сільраду. Між 2002 та 2010 роками до складу району передано селище Істочник Матмасовської сільради Тюменської міськради.

## Населення
Населення району становить 127337 осіб (2020; 118965 у 2018; 107175 у 2010, 93661 у 2002).
Національний склад
78 % — росіяни, понад 13 % — татари, приблизно по 2 % — українці, німці та представників інших національностей.

## Адміністративно-територіальний поділ
На території району 20 сільських поселень:
| Поселення                                 | Площа, км² | Населення, осіб (2002) | Населення, осіб (2010) | Населення, осіб (2018) | Населення, осіб (2020) | Центр           | Населені пункти |
| ----------------------------------------- | ---------- | ---------------------- | ---------------------- | ---------------------- | ---------------------- | --------------- | --------------- |
| Муніципальне утворення селище Андрієвский | 86,82      | 1787                   | 1501                   | 1639                   | 1754                   | Андрієвський    | 1               |
| Богандінське сільське поселення           | 135,81     | 10176                  | 10456                  | 10722                  | 10911                  | Богандінський   | 4               |
| Муніципальне утворення селище Боровський  | 122,90     | 15505                  | 17489                  | 18431                  | 19246                  | Боровський      | 1               |
| Вінзілинське сільське поселення           | 405,60     | 12402                  | 13679                  | 14223                  | 14486                  | Вінзілі         | 6               |
| Горьковське сільське поселення            | 39,11      | 2009                   | 2396                   | 2827                   | 2951                   | Горьковка       | 1               |
| Ємбаєвське сільське поселення             | 27,41      | 5453                   | 6200                   | 6575                   | 6861                   | Ємбаєво         | 4               |
| Каменське сільське поселення              | 233,98     | 1610                   | 1935                   | 2167                   | 2360                   | Каменка         | 5               |
| Каскаринське сільське поселення           | 616,17     | 7866                   | 8798                   | 9389                   | 13523                  | Каскара         | 4               |
| Кулаковське сільське поселення            | 86,77      | 3310                   | 4000                   | 4698                   | 5166                   | Кулаково        | 2               |
| Мальковське сільське поселення            | 112,76     | 1686                   | 2154                   | 2553                   | 3008                   | Мальково        | 4               |
| Московське сільське поселення             | 112,66     | 5620                   | 6773                   | 9621                   | 12516                  | Московський     | 9               |
| Муллашинське сільське поселення           | 82,11      | 574                    | 856                    | 951                    | 940                    | Муллаші         | 1               |
| Нарімановське сільське поселення          | 46,95      | 835                    | 1120                   | 1108                   | 1144                   | Наріманова      | 1               |
| Новотарманське сільське поселення         | 80,97      | 3389                   | 3809                   | 4122                   | 4291                   | Новотарманський | 4               |
| Онохінське сільське поселення             | 98,05      | 3217                   | 4390                   | 4593                   | 4744                   | Онохіно         | 2               |
| Переваловське сільське поселення          | 140,77     | 2162                   | 2985                   | 4517                   | 5969                   | Перевалово      | 5               |
| Салаїрське сільське поселення             | 150,78     | 1090                   | 1131                   | 1065                   | 1057                   | Салаїрка        | 1               |
| Успенське сільське поселення              | 208,34     | 4518                   | 4623                   | 4889                   | 4981                   | Успенка         | 5               |
| Червішевське сільське поселення           | 524,32     | 5066                   | 6375                   | 7320                   | 7535                   | Червішево       | 8               |
| Чикчинське сільське поселення             | 265,86     | 2415                   | 2802                   | 3541                   | 3894                   | Чикча           | 5               |

2015 року було ліквідоване Княжевське сільське поселення, її територія увійшла до складу Богандінського сільського поселення.
2019 року було ліквідоване Нижньопишминське сільське поселення, її територія увійшла до складу Вінзілінського сільського поселення; були ліквідовані Борківське сільське поселення та Созоновське сільське поселення, їхні території увійшли до складу Каскаринського сільського поселення.

## Найбільші населені пункти
| №  | Населений пункт | Населення, осіб (2002) | Населення, осіб (2010) |
| -- | --------------- | ---------------------- | ---------------------- |
| 1  | Боровський      | 15505                  | 17489                  |
| 2  | Вінзілі         | 11291                  | 12320                  |
| 3  | Богандінський   | 9647                   | 9894                   |
| 4  | Каскара         | 6273                   | 7094                   |
| 5  | Онохіно         | 3031                   | 4120                   |
| 6  | Червішево       | 3133                   | 3910                   |
| 7  | Московський     | 3472                   | 3646                   |
| 8  | Успенка         | 3238                   | 3272                   |
| 9  | Новотарманський | 2730                   | 3091                   |
| 10 | Ємбаєво         | 2675                   | 2959                   |
| 11 | Горьковка       | 2009                   | 2396                   |
| 12 | Кулаково        | 2022                   | 2346                   |
| 13 | Борки           | 1495                   | 1811                   |
| 14 | Яр              | 1718                   | 1809                   |
| 15 | Лугове          | 1252                   | 1654                   |
| 16 | Созоново        | 1232                   | 1596                   |
| 17 | Мальково        | 1381                   | 1585                   |
| 18 | Андрієвський    | 1787                   | 1501                   |
| 19 | Патрушева       | 547                    | 1423                   |
| 20 | Каменка         | 1183                   | 1391                   |
| 21 | Перевалово      | 1291                   | 1367                   |
| 22 | Ушакова         | 603                    | 1252                   |
| 23 | Чикча           | 1010                   | 1188                   |
| 24 | Салаїрка        | 1090                   | 1131                   |
| 25 | Наріманова      | 835                    | 1120                   |